# Gaio Tizio
Gaio Tizio (in latino Gaius Titius; fl. II secolo a.C.) è stato un oratore e tragediografo romano.
Secondo Cicerone contemporaneo degli oratori Crasso (140 a.C. - 91 a.C.) e Antonio (143 a.C. - 87 a.C.); secondo Macrobio fu contemporaneo del poeta Lucilio (148 a.C. - 103 a.C.).
Quasi tutte le informazioni che possediamo su Gaio Tizio derivano da Cicerone:
(Cicerone, Brutus, 167 (testo e traduzione da  M. Tullio Cicerone, Opere retoriche, a cura di Giuseppe Norcio, I, Torino, UTET, 1970,  pp. 684-685.))
Macrobio riporta che Gaio Tizio abbia parlato in favore della Lex Fannia (approvata nel 161 a.C.; questa data, peraltro, precede i floruit indicati da Cicerone e Macrobio) e conserva un frammento della sua orazione (intitolata ipoteticamente Suasio legis Fanniae), che descrive caricaturalmente i vizi dei giudici dell'epoca.
A questo frammento di Gaio Tizio è ispirata la canzone di Giorgio Gaber I magistrati, contenuta nell'album Sexus et politica (1970).